# 戈尔戈-阿尔蒙蒂卡诺
戈尔戈-阿尔蒙蒂卡诺（義大利語：Gorgo al Monticano），是意大利威尼托大区特雷维索省的一个市镇。总面积27平方公里，人口4183人，人口密度154.9人/平方公里（2009年）。国家统计（ISTAT）代码为026034。